# Mounds View
Mounds View – miasto w Stanach Zjednoczonych, w stanie Minnesota, w hrabstwie Ramsey.